# National Scenic Byway

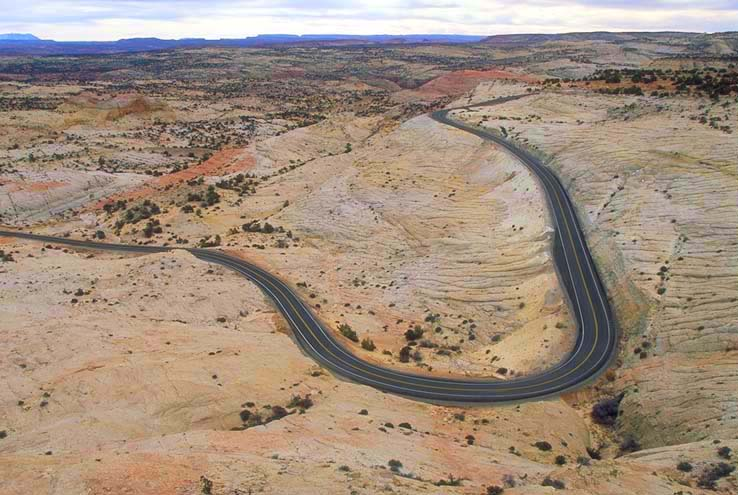
Scenic Byway 12, jedna z dróg typowo amerykańskich

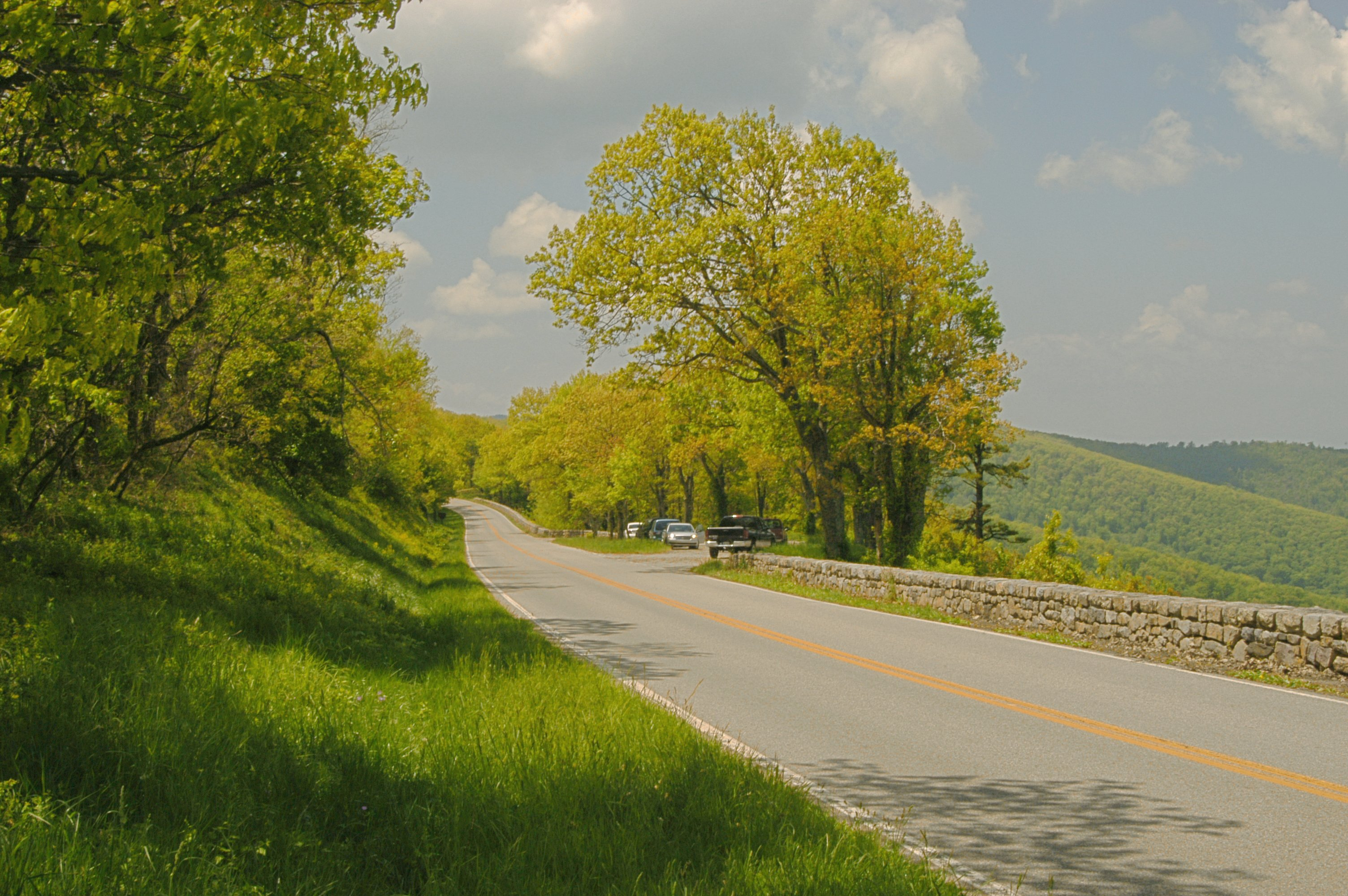
Skyline Drive, jedna z narodowych dróg krajobrazowych

National Scenic Byway (pol. „narodowa droga krajobrazowa”) – drogi wyróżnione przez Departament Transportu Stanów Zjednoczonych ze względu na walory archeologiczne, kulturowe, historyczne, przyrodnicze, rekreacyjne lub krajobrazowe. Zadaniem programu, utworzonego przez Kongres Stanów Zjednoczonych w 1991 roku, jest objęcie ochroną mniej uczęszczanych dróg spełniających odpowiednie kryteria, a także promowanie turystyki i rozwoju gospodarczego.
Najbardziej atrakcyjne drogi programu określane są jako All-American Road (pol. „droga typowo amerykańska”). Drogi takie mają cechy unikatowe w skali krajowej oraz często same w sobie stanowią atrakcje turystyczne. W sierpniu 2007 roku program obejmował swoim zasięgiem 126 różnych dróg w 44 różnych stanach. Spośród nich 99 miało rangę National Scenic Byway, natomiast pozostałe 27 dróg posiadało najwyższą rangę All-American Road.
National Scenic Byways Program jest programem federalnym, jednak wiele stanów posiada podobne programy stanowe.